# Воеводский, Андрей Александрович
Андрей Александрович Воеводский (22.11.1913, Москва — 3.11.1981, там же) — военный инженер, лауреат Сталинской премии (1951).
Окончил химический факультет МГУ (1937).
В июле 1941 г. призван в РККА и направлен на краткосрочные курсы при Военной академии химической защиты.
Участник Отечественной войны с сентября 1941 по декабрь 1944 года, воевал на Брянском и 1-м Прибалтийском фронтах: инженер-химик, начальник отделения и начальник стационарной испытательной химической лаборатории фронта.
С 1945 г. начальник лаборатории Научно-исследовательского химического института РККА.
С мая 1946 г. участник советской ядерной программы: старший инженер лаборатории, с октября того же года старший научный сотрудник отдела Центрального научно-исследовательского испытательного института ВС СССР.
С 1950 г. начальник отдела в НИИ-12. Полковник (1956).
С 1962 г. начальник отделения — старший научный сотрудник Военной академии химической защиты. С июня 1963 начальник отдела ЦНИИ военно-технической информации МО СССР № 6.
В январе 1970 г. уволен с действительной военной службы.
Лауреат Сталинской премии 2 степени (1951) за участие в разработке методов испытаний и проведении испытаний изделий РДС-2 и РДС-3.
Награждён орденами Ленина (1962), Красной Звезды (1944; 1956), «Знак Почёта» (1951), Красного Знамени (1954) и медалями.